# Ерне Ношко
Ерне Ношко (мађ. Noskó Ernő; Черхатсентиван, 26. мај 1945) бивши је мађарски фудбалер и репрезентативац, који је најдуже играо за Ујпешт Дожу. Био је олимпијски шампион 1968. године.

## Каријера

### Клуб
Он и његова породица су се преселили у Ујпешт 1949. године. Започео је фудбалску каријеру у ФК Вашаш Иззоу 1958. године. У новембру 1964. прешао је у Ујпешт Дожу. Већ следеће године дебитовао је у првој мађарској лиги, постао је шестоструки члан шампионског тима и двоструки освајач купа све до 1974. године. Био је део тима који је играо у финалу Купа сајамских градова 1968/69, где су поражени од енглеског тима Њукасл јунајтеда. У сезони 1973/74, доспели су до полуфинала купа европских шампиона, али су изгубили од каснијег победника, Бајерна из Минхена. Такође, са клубом је два пута достигао четвртфинале Купа европских шампиона. За Ујпешт Дожу наступио је у 246 лигашких утакмица и забележио 4 гола.
Између 1974. и 1978. играо је за друголигаша Будафок МТЕ, затим је провео још четири године у тиму Чиноин и овде је завршио активну фудбалску каријеру. После спортске каријере радио је у угоститељству.

### Репрезентација
Године 1964. био је репрезентативац Мађарске на омладинском турниру УЕФА. Између 1969. и 1971. у репрезентацији се појавио 15 пута. Године 1968. био је члан тима који је освојио златну медаљу на Олимпијским играма у Мексико Ситију.

## Остварења

### Репрезентација
- Олимпијске игре
  - златна медаља: 1968, Мексико Сити

### Клуб
- Прва лига Мађарске у фудбалу
  - шампион: 1969, 1970, 1970/71, 1971/72, 1972/73, 1973/74
- Куп Мађарске у фудбалу (MNK)
  - победник: 1969, 1970
- Куп шампиона (КЕШ)
  - четвртфинале: 1971/72., 1972/73.
  - полуфинале: 1973/74.
- Куп сајамских градова (КСГ)
  - финале: 1968/69.
  - четвртфинале: 1965/66.